# Ново Целє
Ново Целє (словен. Novo Celje) — поселення в общині Жалець, Савинський регіон, Словенія. 
Висота над рівнем моря: 252,2 м.